# Polypedilum trukense
Polypedilum trukense är en tvåvingeart som först beskrevs av Tokunaga 1940.  Polypedilum trukense ingår i släktet Polypedilum och familjen fjädermyggor. Inga underarter finns listade i Catalogue of Life.